# Villaescusa (Kantabrien)
Villaescusa ist eine Gemeinde in der spanischen Autonomen Region Kantabrien. Sie befindet sich im südlichen Bogen der Bucht von Santander und gehört zur Region Santander. Sie grenzt im Norden an El Astillero, im Westen an Piélagos und Castañeda, im Süden an Santa María de Cayón und im Osten an Medio Cudeyo und Penagos.

## Orte
- La Concha (Hauptstadt)
- Liaño
- Obregón
- Villanueva de Villaescusa

## Wirtschaft
Nach Angaben der Regionalen Buchhaltung des Nationalen Instituts für Statistik betrug im Jahr 2014 das Pro-Kopf-Einkommen von Villaescusa 11.081 Euro pro Einwohner, was unter dem Regionaldurchschnitt von 13.888 € und dem Landesdurchschnitt von 13.960 € liegt.
Etwa 5 % der Bevölkerung der Gemeinde sind im Primärsektor tätig, 16,3 % im Bauwesen, 21,8 % in der Industrie und 56,9 % im Dienstleistungssektor. Es handelt sich um eine der am dichtesten besiedelten Regionen Kantabriens. Villaescusa ist Sitz und Anziehungspunkt zahlreicher Unternehmen und Industriebetriebe, wie zum, beispiel Cantabria Labs, von denen viele in Gewerbegebieten in der Umgebung von Villaescusa angesiedelt sind.

## Kultur
In Zusammenarbeit mit der Stiftung Cantabria Labs schreibt die Stadtverwaltung jedes Jahr den nationalen Kunstipreis „Villaescusa_Cantabria Labs“ aus, verbunden mit einer Ausstellung im Multiuso-Zentrum. An diesem Wettbewerb nahmen Künstler wie Alejandro González Oses, NoeWirtschaftmi Gutiérrez, Vicky Kylander oder Guillermo Sedanel unter anderem teil. Bei der fünften Ausgabe im Jahr 2025 wurden die Künstler Heli García, Leonor Elena Solans, Quique Ortiz, Raquel de Val und David Martínez Calderón ausgezeichnet. In derselben Ausstellung nahmen zudem renommierte Künstler wie Daniel Garbade und Guillermo Macedo teil.
Das Multiuso-Zentrum wurde 2015 vom Minister für öffentliche Arbeiten und Wohnungswesen, José María Mazón, eingeweiht. Es befindet sich neben der Bibliothek und dem Kulturhaus auf einem Gelände von 599 Quadratmetern.

## Bevölkerungsentwicklung
| 1900 | 1910 | 1920 | 1930 | 1940 | 1950 | 1960 | 1970 | 1980 | 1990 | 2000 | 2019 |
| ---- | ---- | ---- | ---- | ---- | ---- | ---- | ---- | ---- | ---- | ---- | ---- |
| 2970 | 3209 | 3489 | 3390 | 3302 | 2969 | 3352 | 3266 | 3061 | 2937 | 3177 | 3899 |